# مطالعات ژنتیک روی یهودیان

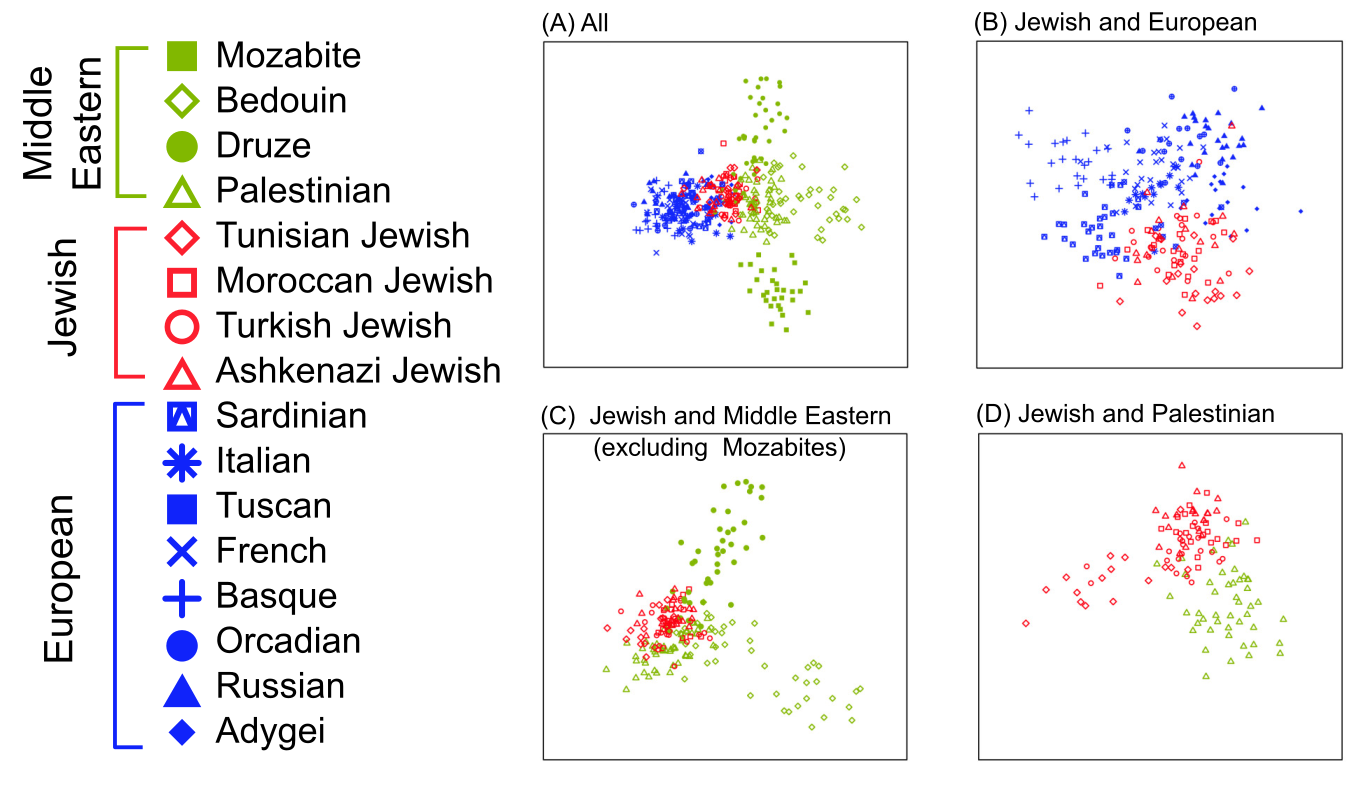
تجزیه و تحلیل مقیاس چند بعدی (MDS) جمعیت اروپایی، یهودی و خاورمیانه میانه

مطالعات ژنتیک روی یهودیان بخشی از ژنتیک جمعیت است و برای درک بهتر زمان‌بندی مهاجرت که توسط تحقیقات در زمینه‌های دیگر، مانند تاریخ، باستان‌شناسی، زبان‌شناسی و دیرینه‌شناسی ارائه شده‌است، مورد استفاده قرار می‌گیرد. این مطالعات منشأ جمعیت‌های مختلف یهودی امروز را مورد بررسی قرار می‌دهد. به‌طور خاص، آنها بررسی می‌کنند که آیا میراث ژنتیکی مشترکی در میان جمعیت‌های گوناگون یهودی وجود دارد یا خیر.
مطالعات روی دی‌ان‌ای اتوزومی، که به کل ترکیب DNA نگاه می‌کند، نشان می‌دهد که جمعیت یهودیان تمایل به تشکیل گروه‌های نسبتاً نزدیک در جوامع مستقل داشته‌اند که بیشتر آنها در جامعه دارای نسب مشترک قابل توجهی هستند. برای جمعیت‌های پراکنش یهودیان، ترکیب ژنتیکی جمعیت‌های یهودی اشکنازی، سفاردی و مزراحی مقادیر قابل توجهی از نسب مشترک خاورمیانه ای را نشان می‌دهد. به گفته ژنتیکدان دورون بهار و همکاران (۲۰۱۰)، این "با فرمولبندی تاریخی قوم یهود به عنوان نشات گرفته از عبرانیان و بنی اسرائیل شام " باستانی و "پراکندگی مردم اسرائیل باستان در سراسر بر قدیم " مطابقت دارد. یهودیانی که در مناطق شمال آفریقا، ایتالیا و ایبری زندگی می‌کنند، فرکانس‌های متغیری از مخلوط ژنتیکی را با جمعیت تاریخی غیر یهودی در خطوط مادری نشان می‌دهند. در مورد یهودیان اشکنازی و سفاردی (به ویژه یهودیان مراکشی)، که نزدیک به هم هستند، منشأ ترکیب غیر یهودی عمدتاً اروپای جنوبی است. بهار و همکارانش به رابطه ای بسیار نزدیک بین یهودیان اشکنازی و ایتالیایی‌های مدرن اشاره کرده‌اند. برخی از مطالعات نشان می‌دهد که یهودیان بن اسرائیل و کوچین هند و بتا اسرائیل اتیوپی، با این که بسیار شبیه جمعیت محلی کشورهای بومی خود هستند، ممکن است دارای نسب قدیم یهودی باشند.